# 李郁才
李郁才（1913年—1967年2月26日），號鐵錚。熱河省赤峰縣人。民國37年（1948年）在熱河省選區當選第一屆立法委員

## 生平[2]
- 赤峰中學畢業
- 北平中國大學畢業
- 河北革命互濟會組織部長[1]
- 中國國民黨中央黨部專門委員
- 第一戰區長官部高級參謀
- 北平市參議員
- 中國國民黨北平市黨部委員
- 軍委會政治部第一戰區宣導組組長
- 民國56年2月26日病故[3]